# Enteroglucagon
Enteroglucagon é um hormônio peptidico similar ao glucagon secretado pela mucosa do cólon e da parte final do íleo, derivado do preproglucagon. Possui 37 aminoácidos em sua cadeia. É normalmente liberado após a ingestão de refeições ricas em carboidratos e lipídeos e retarda o esvaziamento gástrico, contraindo o piloro. Inibe a insulina, aumentando assim a glicose no sangue indiretamente em indivíduos não insulinodependentes. 
Também estimula a renovação celular da mucosa intestinal. É semelhante ao glucagon pancreático, mas imunologicamente diferente. Pode ser sub-dividido em glicentina e oxintomodulina.